# الکساندر اسپیواک
الکساندر اسپیواک (انگلیسی: Oleksandr Spivak؛ زادهٔ ۶ ژانویهٔ ۱۹۷۵) بازیکن فوتبال اهل اوکراین است.
از باشگاه‌هایی که در آن بازی کرده‌است می‌توان به باشگاه فوتبال متالورگ زاپروژیا، باشگاه فوتبال شاختار دونتسک، باشگاه فوتبال استال آلچفسک، باشگاه فوتبال چورنومورتس اودسا، و باشگاه فوتبال زنیت سن پترزبورگ اشاره کرد.
وی همچنین در تیم ملی فوتبال اوکراین بازی کرده‌است.